# Tornik (Ljubovija)
Pour les articles homonymes, voir Tornik.
Tornik (en serbe cyrillique : Торник) est un village de Serbie situé dans la municipalité de Ljubovija, district de Mačva. Au recensement de 2011, il comptait 128 habitants.

## Démographie

### Évolution historique de la population
| 1948 | 1953 | 1961 | 1971 | 1981 | 1991 | 2002 | 2011 |
| ---- | ---- | ---- | ---- | ---- | ---- | ---- | ---- |
| 404  | 433  | 441  | 401  | 329  | 221  | 168  | 128  |

|  |